# رسالة في استخراج المعمى
رسالة في استخراج المعمى هي رسالة بحثية ألفها يعقوب بن إسحاق الكندي، وهي أول عمل منهجي معروف يتناول استخراج المُعَمَّى بدراسة التحليل الإحصائي لتكرار الحروف.
كانت الطريقة الأكثر شيوعًا لتعمية الرسائل في العالم حتى منتصف القرن التاسع، هي التعمية وحيدة الألفبائية ‏، وفيها تستعمل ألفبائية واحدة لتعمية الرسالة كلها، ويُقابل حرفٌ مُعَمَّى واحد حرفًا من حروف النص الواضح. وقد وصف العالم العربي المسلم الكندي في عمله طريقة فعالة لاستخراج مُعَمَّى مثل هذه الرسائل المعماة وساهم هذا بتطوير التعمية المتعددة الألفبائيات.

## نبذة تاريخية
عهد الخليفة المأمون إلى الكندي بإدارة بيت الحكمة، وكان ذلك بعد إتمام دراسته، حيث بدأ العمل في ترجمة المخطوطات اليونانية لأرسطو وغيره من الفلاسفة إلى اللغة العربية. واجه الكندي أول مرة خلال عمله الحاجة إلى استخراج النصوص المعماة، حيث كانت بعض المخطوطات التي كان عليه ترجمتها معماة. تعرض الكندي للاضطهاد في عهد المتوكل (منذ 847) بسبب معتقداته الدينية والفلسفية، حيث كان متأثرًا بفكر المعتزلة. صُودرت مكتبته وتعرض هو للضرب. وقد ضاع العديد من مخطوطاته، بما في ذلك رسالته في استخراج المعمى. إلا أنه وصلت إلينا نسخة من المخطوطة، وعُثر عليها بالصدفة في مكتبة السليمانية بإسطنبول. تحتوي هذه النسخة على عدد كبير من الأخطاء النحوية والموضوعية الجسيمة، ومن الواضح أنها كتبها ناسخ ليس لديه فهم كبير في اللغويات والإحصاء الرياضي.

## المحتوى
في المقدمة، يصف الكندي رسالته بأنها دليل موجز وواضح من شأنه أن يساعد القارئ على إتقان التقنيات الأساسية لاستخراج المعمى بسرعة. يمكن تقسيم بقية الكتاب تقريبًا إلى خمسة أجزاء:
1. خوارزميات استخراج المعمى - وصف للطرق الرئيسة لاستخراج المعمى، بما في ذلك استخراج المعمى التكراري؛
2. الأنواع الرئيسة من المعمِّيات - تصنيف المعميات الوحيدة الألفبائية والمتعددة الألفبائيات؛
3. خوارزميات استخراج المعمى لأنواع معينة من المعمِّيات - خوارزميات لكسر المعميات المحددة؛
4. الحروف العربية: ترتيبها وتكرارها - معطيات إحصائية يمكن استخدامها عند استخراج الرسائل المعماة باللغة العربية؛
5. تركيبات الحروف في اللغة العربية - نظرة أعمق في السمات اللغوية للغة العربية.

### خوارزميات استخراج المعمى

أنواع التعمية وسبل استخراجها كما صنفها الكندي في رسالته.

يبدأ الكندي الجزء الموضوعي من رسالته ببعض الاعتبارات في الإحصاء الرياضي. يقارن الأبجدية بالمادة التي يمكن صنع شيء منها عن طريق منحها الشكل المطلوب. على سبيل المثال، الذهب هو مادة، والكؤوس والأساور وغيرها من الحلي المصنوعة منه هي أشكال مختلفة من هذه المادة. ولذلك فإن جميع المصنوعات من الذهب لها خصائص متشابهة. بالإضافة إلى ذلك، فإن لكل لغة أنماطًا معينة يمكن استخدامها لاستخراج الرسائل المعماة. على سبيل المثال، تحتوي ألفبائيات العديد من اللغات (بما في ذلك العربية) على عدد من الصوامت أكبر من عدد الصوائت. ومع ذلك، إذا أخذت أي نص وأحصيت تكرار كل حرف فيه، فإن الحروف الأكثر تكرارًا ستكون الصوائت (في اللغة العربية، الحرف الأكثر تكرارًا هو الألف "ا"، وفي اللغة الإنجليزية، والألمانية، والفرنسية، والإسبانية الحرف "e"، وفي الروسية الحرف "о"). يصف المؤلف طريقة استخراج المعمى التكراري على النحو التالي:

« 
فمما نحتال به لاستنباط الكتاب المعمى إذا عرف بأي لسان هو، أن يوجد من ذلك اللسان كتاب قدر ما يقع في جلد أو ما أشبهه، فنعد ما فيه من كل نوع من أنواع حروفه، فنكتب على أكثرها عددًا الأول، والذي يليه في الكثرة الثاني، والذي يلى ذلك في الكثرة الثالث، وكذلك حتى نأتي على جميع أنواع الحروف، ثم ننظر في الكتاب الذي نريد استخراجه فنصنف أيضًا أنواع صوره، فتنظر إلى أكثرها عددًا، فنسمه بسمة الحرف الأول، والذي يليه في الكثرة فنسمه بسمة الحرف الثاني، والذي يليه في الكثرة فنسمه بسمة الحرف الثالث، ثم كذلك حتى تنفد أنواع صور حروف الكتاب المعماة التي قصد لاستنباطه.
 »

### الحروف العربية: ترتيبها وتكرارها
قدم الكندي جدولاً بالتكرارات المطلقة لحروف الأبجدية العربية، والتي حسبها في عينة من سبع أوراق من النص، وهذا الجدول:
| الحرف | تكراره | الحرف | تكراره | الحرف | تكراره | الحرف | تكراره |
| ----- | ------ | ----- | ------ | ----- | ------ | ----- | ------ |
| ا     | 600    | ر     | 155    | س     | 91     | ش     | —      |
| ل     | 437    | ع     | 131    | ق     | 63     | ض     | —      |
| م     | 320    | ف     | 122    | ح     | 57     | خ     | —      |
| ه     | 273    | ت     | 120    | ج     | 46     | ث     | 17     |
| و     | 262    | ب     | 112    | ذ     | 35     | ط     | 15     |
| ي     | 252    | ك     | 112    | ص     | 32     | غ     | 15     |
| ن     | 221    | د     | 92     | خ     | 20     | ظ     | 8      |

ويبدو أن الأرقام الواردة في المخطوطة فيها سهو من النُّساخ، فلم يشر النص إلى تكرارات حروف الشين والضاد والخاء، وقد صحح المحققون ما جاء فيها حسب ما أورده ابن دنينير وابن عدلان منسوبًا للكندي.
يبلغ عدد حروف الأبجدية العربية 28 حرفًا. من بين هذه الحروف، يمكن أن تشير 27 إلى صامتًا، و3 صوائت ممدودة (الألف والواو والياء)، ولا توجد أحرف تشير إلى صوائت غير ممدودة. وهكذا فإن الصوامت البحتة هي السائدة في الكتابة العربية. ولكن هذه الحقيقة لا تتعارض مع ما ورد في بداية الرسالة من أن الحرف الأكثر شيوعاً في كتابة أي لغة هو عادةً الصائت، لأن هذا الحرف في اللغة العربية هو الألف.

## الطبعات
عُثر على المخطوطة سنة 1981م في خزائن مكتبة آية صوفيا ضمن مكتبة السليمانية بإسطنبول برقم 4832. وهي جزء من مجموع كبير يتألف من 232 صفحة، كُتِب بخطٍ صغير مُتداخِل، مقسومٍ لقسمين، ثانيهما يشتمل على رسائل مختلفة للكندي عددها ستون، وتشغل 12 صفحة من المخطوطة ما بين 59-64 (ترقيم قديم) أو 211-216 (ترقيم حديث) في كل منها 32 سطرًا وفي كل سطر ما يقرب من 17 كلمة.
حقق المخطوطة فريق مكوَّن من: محمد مراياتي ويحيى مير علم ومحمد حسان الطيان، ضمن عمل أوسع شمل تحقيق مخطوطات في التراث العلمي العربي، وقد نشر مجمع اللغة العربية بدمشق النص المُحقق مع دراسة عنه سنة 1987م في الجزء الأول من كتاب عنوانه: (علم التعمية واستخراج المعمى عند العرب)، إلى جانب نصوص محققة لمخطوطات أخرى في التعمية لابن عدلان ولابن الدريهم.
أصدر مجمع اللغة العربية بدمشق الجزء الثاني من السلسلة سنة 1997م، ثُمَّ تُرجمت هذه السلسلة إلى الإنجليزية ونشرها مركز الملك فيصل للبحوث والدراسات الإسلامية بالتعاون مع مدينة الملك عبد العزيز للعلوم والتقنية بين سنتي 2003 و2007 في ستة أجزاء، بعنوان: (سلسلة أصول علم التعمية عند العرب) (بالإنجليزية: Arabic Origins of Cryptology)، وكانت رسالة الكِندي في استخراج المُعَمّى أول جزءٍ فيها، صدر سنة 2003 بعنوان (بالإنجليزية: al-Kindi's Treatise on Cryptanalysis).

## روابط شقيقة
- الكندي
- تعمية متعددة الألفبائيات

### فهرس المراجع
بالعربية
1. 1 2  مراياتي (1987)، ص. 204-205.
2. 1 2  مراياتي (1987)، ص. 107.
3. ↑  مراياتي (1987)، ص. 94-95.
4. ↑  مراياتي (1987)، ص. 205.
5. ↑  مراياتي (1987)، ص. 107-108.
6. ↑  مراياتي (1987)، ص. 71.
7. 1 2  مراياتي (1987)، ص. 73.
8. ↑  مراياتي (1987)، ص. 235.
9. ↑  مراياتي (1987)، ص. 1، 7.
10. ↑  مراياتي (1997)، ص. 6، 11-14.

بلغات أعجمية
1. ↑  [a] Singh (1999), p. 19-24.
[b] Габидулин, Кшевецкий, Колыбельников (2011), с. 11, 12.
2. ↑  "Анализ текстов". StatSoft. مؤرشف من الأصل في 2012-01-06. اطلع عليه بتاريخ 2012-01-04.
3. ↑  Mrayati (2003), p. 1.

### معلومات الكتب الكاملة
بالعربية
- علم التعمية واستخراج المعمى عند العرب: دراسة وتحقيق لرسائل الكندي وابن عدلان وابن الدريهم، تحقيق: محمد مراياتي، محمد حسان الطيان، يحيى مير علم، دمشق: مجمع اللغة العربية بدمشق، ج. 1، 1987، OCLC:1295819170، QID:Q123939109{{استشهاد}}:  صيانة الاستشهاد: آخرون (link)
- علم التعمية واستخراج المعمى عند العرب: (التشفير وكسر الشفرة) دراسة وتحقيق لثماني رسائل مخطوطة، تحقيق: محمد مراياتي، يحيى مير علم، محمد حسان الطيان، دمشق: مجمع اللغة العربية بدمشق، ج. 2، 1997، OCLC:951175608، QID:Q123939831{{استشهاد}}:  صيانة الاستشهاد: آخرون (link)

بلغات أعجمية
- Simon Singh (Sep 1999), The Code Book: The Science of Secrecy from Ancient Egypt to Quantum Cryptography (بالإنجليزية), نيويورك: Doubleday, Knopf Doubleday Publishing Group, OCLC:414591141, OL:31157W, QID:Q1606854
- Mohamad Mrayati; Yahya Mir Alam; Muḥammad Ḥassān Ṭayyān (2003). Al-Kindi’s Treatise on Cryptanalysis (بالإنجليزية). Riyadh: KFCRIS and KACST. ISBN:978-9960-890-08-1. OL:16280885M. QID:Q27924129.
- Габидулин, Эрнст Мухамедович; Кшевецкий, Александр Сергеевич; Колыбельников, Александр Иванович (2011). Защита информации: учебное пособие (بالروسية). Москва: МФТИ. ISBN:978-5-7417-0377-9. QID:Q26887236.